# Pic Iceworm
 (juin 2020).
Le pic Iceworm (en anglais : Iceworm Peak) est un sommet américain dans le borough de la péninsule de Kenai, en Alaska. Il culmine à 1 574 mètres d'altitude dans les montagnes Kenai. Il est protégé au sein du parc national des Kenai Fjords.